# جیمز کازمو
جیمز کازمو (انگلیسی: James Cosmo؛ زادهٔ ۲۴ مهٔ ۱۹۴۸) یک هنرپیشه اهل بریتانیا است. وی از سال ۱۹۶۵ میلادی تاکنون مشغول فعالیت بوده‌است. او بیشتر برای بازی در فیلم‌های شجاع‌دل، تروآ، سرگذشت نارنیا: شیر، کمد و جادوگر و زن شگفت‌انگیز شناخته می‌شود. کازمو همچنین در سریال‌های بازی تاج‌وتخت، فرزندان آشوب و چرنوبیل حضور داشته‌است.

## فیلم‌شناسی
- حفره‌ای در زمین (۲۰۱۹)
- چرنوبیل (۲۰۱۹)
- پادشاه یاغی (۲۰۱۸)
- زن شگفت‌انگیز (۲۰۱۷)
- بن هور (۲۰۱۶)
- افسانه بارنی تامسون (۲۰۱۵)
- جاستین و شوالیه‌های دلیر (۲۰۱۳)
- بازی تاج‌وتخت (۲۰۱۳–۲۰۱۱)
- فرزندان آشوب (۲۰۱۰)
- رانده‌شده (۲۰۱۰)
- ۲۰۸۱ (۲۰۰۹)
- آخرین لژیون (۲۰۰۷)
- سرگذشت نارنیا: شیر، کمد و جادوگر (۲۰۰۵)
- نیمه روشن (۲۰۰۵)
- تروآ (۲۰۰۴)
- همه مردان ملکه (۲۰۰۱)
- برای پایان دادن به تمام جنگ‌ها (۲۰۰۱)
- اما (۱۹۹۶)
- شجاع‌دل (۱۹۹۵)
- دوشنبه طوفانی (۱۹۸۸)